# Patelloa oeceticola
Patelloa oeceticola là một loài ruồi trong họ Tachinidae.